# Нойхаус-Ширшниц
Нойхаус-Ширшниц (нем. Neuhaus-Schierschnitz) — община в Германии, в земле Тюрингия.
Входит в состав района Зоннеберг. Население составляет 3165 человек (на 31 декабря 2010 года). Занимает площадь 23,21 км².

## Население
| Год  | Численность | Численность |
| ---- | ----------- | ----------- |
| 2015 | 3081        | [ 1 ]       |